# Saint-Jean-de-Niost
Saint-Jean-de-Niost és un municipi francès situat al departament de l'Ain i a la regió d'Alvèrnia-Roine-Alps. L'any 2007 tenia 1.390 habitants.

## Demografia

### Població
El 2007 la població de fet de Saint-Jean-de-Niost era de 1.390 persones. Hi havia 486 famílies de les quals 66 eren unipersonals (35 homes vivint sols i 31 dones vivint soles), 157 parelles sense fills, 239 parelles amb fills i 24 famílies monoparentals amb fills.
La població ha evolucionat segons el següent gràfic:
Habitants censats

### Habitatges
El 2007 hi havia 572 habitatges, 496 eren l'habitatge principal de la família, 66 eren segones residències i 10 estaven desocupats. 549 eren cases i 22 eren apartaments. Dels 496 habitatges principals, 440 estaven ocupats pels seus propietaris, 49 estaven llogats i ocupats pels llogaters i 7 estaven cedits a títol gratuït; 1 tenia una cambra, 9 en tenien dues, 37 en tenien tres, 118 en tenien quatre i 331 en tenien cinc o més. 435 habitatges disposaven pel capbaix d'una plaça de pàrquing. A 129 habitatges hi havia un automòbil i a 352 n'hi havia dos o més.

### Piràmide de població
La piràmide de població per edats i sexe el 2009 era:
| Homes | Edats   | Dones |
| ----- | ------- | ----- |
| 0     | 95 o +  | 0     |
| 0     | 90 a 94 | 4     |
| 0     | 85 a 89 | 4     |
| 0     | 80 a 84 | 4     |
| 4     | 75 a 79 | 12    |
| 28    | 70 a 74 | 12    |
| 28    | 65 a 69 | 32    |
| 16    | 60 a 64 | 8     |
| 24    | 55 a 59 | 32    |
| 48    | 50 a 54 | 40    |
| 52    | 45 a 49 | 32    |
| 76    | 40 a 44 | 56    |
| 28    | 35 a 39 | 44    |
| 28    | 30 a 34 | 36    |
| 32    | 25 a 29 | 32    |
| 16    | 20 a 24 | 16    |
| 44    | 15 a 19 | 12    |
| 40    | 10 a 14 | 60    |
| 52    | 5 a 9   | 32    |
| 36    | 0 a 4   | 40    |

## Economia
El 2007 la població en edat de treballar era de 942 persones, 737 eren actives i 205 eren inactives. De les 737 persones actives 696 estaven ocupades (379 homes i 317 dones) i 41 estaven aturades (18 homes i 23 dones). De les 205 persones inactives 74 estaven jubilades, 83 estaven estudiant i 48 estaven classificades com a «altres inactius».

### Ingressos
El 2009 a Saint-Jean-de-Niost hi havia 506 unitats fiscals que integraven 1.467 persones, la mediana anual d'ingressos fiscals per persona era de 23.857 €.

### Activitats econòmiques
Dels 63 establiments que hi havia el 2007, 1 era d'una empresa extractiva, 2 d'empreses alimentàries, 3 d'empreses de fabricació d'altres productes industrials, 22 d'empreses de construcció, 13 d'empreses de comerç i reparació d'automòbils, 2 d'empreses de transport, 1 d'una empresa d'hostatgeria i restauració, 1 d'una empresa financera, 4 d'empreses immobiliàries, 8 d'empreses de serveis, 4 d'entitats de l'administració pública i 2 d'empreses classificades com a «altres activitats de serveis».
Dels 24 establiments de servei als particulars que hi havia el 2009, 1 era un taller de reparació d'automòbils i de material agrícola, 5 paletes, 2 guixaires pintors, 3 fusteries, 6 lampisteries, 1 electricista, 1 empresa de construcció, 2 perruqueries, 1 restaurant i 2 agències immobiliàries.
L'únic establiment comercial que hi havia el 2009 era una botiga de menys de 120 m².
L'any 2000 a Saint-Jean-de-Niost hi havia 17 explotacions agrícoles que ocupaven un total de 780 hectàrees.

## Equipaments sanitaris i escolars
El 2009 hi havia una escola elemental.

## Poblacions més properes
El següent diagrama mostra les poblacions més properes.